# Senterej
Le senterej (en amharique : ሰንጠረዥ) est un jeu éthiopien proche du shatranj, lui-même ancêtre des échecs occidentaux ; au XXIe siècle, il n'est plus pratiqué que marginalement dans son pays d'origine bien qu'il ait fait l'objet d'une redécouverte avec l'organisation d'un championnat national en 2010. 

## Histoire
Le senterej provient probablement de l'importation du shatranj en Abyssinie depuis la Péninsule arabique via la Mer rouge. Des témoignages occidentaux du XVIe siècle racontent que le négus Dawit II pratiquait les échecs, mais les règles qu'il utilisait n'ont pas été conservées. La première description du jeu date de 1805 et est due à Henry Salt. Walter Plowden a également décrit le jeu à la suite de son séjour dans la région. Le senterej était encore pratiqué à la cour impériale d'Addis Abeba dans les années 1930, mais a été supplanté par la suite par les échecs occidentaux. Miikael Imru, l'un des derniers maîtres de senterej, est mort en 2008. Richard Pankhurst  a tenté de faire revivre la pratique du jeu dans son pays en organisant un championnat national le 2 mars 2010, le jour de la fête nationale.

## Règles

### Matériel
Le senterej se joue sur un plateau rouge de 64 cases délimitées par des lignes bleues,. Les pièces ne sont pas noires et blanches comme aux échecs occidentaux mais vertes et dorées.

### But du jeu
Le but du jeu est de capturer le négus de l'adversaire.

### Déplacement des pièces
Les pièces se déplacent comme au shatranj, c'est-à-dire que:
- le château possède la même position initiale et les mêmes déplacements que la tour des échecs ;
- le cheval possède la même position initiale et les mêmes déplacements que le cavalier des échecs ;
- le roi possède la même position initiale et les mêmes déplacements que le roi des échecs[a];
- le pion se déplace et capture comme aux échecs, mais contrairement au pion des échecs il ne peut se déplacer de deux cases à son premier tour ;
- le fers occupe la même position que la dame des échecs, mais ne peut se déplacer que d'une case en diagonale ;
- le fil occupe la même position que le fou, mais ne peut se déplacer que d'une ou deux cases en diagonales.

### Début de partie
Une partie de senterej commence par une phase appelée werera durant laquelle chaque joueur peut déplacer ses pièces autant de fois qu'il le souhaite sans tenir compte des coups joués par l'adversaire. Cette phase de jeu prend fin dès qu'une pièce est capturée,. Une telle pratique était également observée au shatranj tel que pratiqué par les Ottomans au XIXe siècle et dérive probablement du principe des tabbiyyaats.

### Fin de partie
Lorsqu'un joueur dispose de moins de deux pièces majeures en plus du négus son adversaire ne dispose que de sept coups pour le mater, sans quoi la partie est déclarée nulle. La partie est déclarée nulle si l'un des joueurs perd ses deux dernières pièces majeures sans avoir été maté. Toutes les manières de mater ne sont pas équivalentes : les mats les plus valorisés sont ceux obtenus grâce aux pions ou aux éléphants, tandis que le mat sera jugé moins honorable s'il est obtenu par un coup de château ou de cheval,.

## Joueurs notables
Le senterej a été pratiqué par de nombreux membres de la noblesse éthiopienne, parmi lesquels:
- David II d'Éthiopie (1501 - 1540)
- Wolde Selassie (en) (1745 - 1816)
- Sahle Selassié (1795 - 1847)
- Taytu Betul (1851 - 1918)